# Pethampalayam
Pethampalayam es una ciudad y nagar Panchayat situada en el distrito de Erode en el estado de Tamil Nadu (India). Su población es de 7152 habitantes (2011). Se encuentra a 19 km de Erode y a 83 km de Coimbatore.

## Demografía
Según el censo de 2011 la población de Pethampalayam era de 7152 habitantes, de los cuales 3555 eran hombres y 3597 eran mujeres. Pethampalayam tiene una tasa media de alfabetización del 63,82%, inferior a la media estatal del 80,09%: la alfabetización masculina es del 73,34%, y la alfabetización femenina del 54,50%.